# 村上之宏
村上之宏（1956年9月9日—），日本棒球選手，出生於栃木縣，曾經效力於日本職棒福岡軟體銀行鷹等隊伍，生涯通算14次勝投。